# Michaelskirche (Ötisheim)

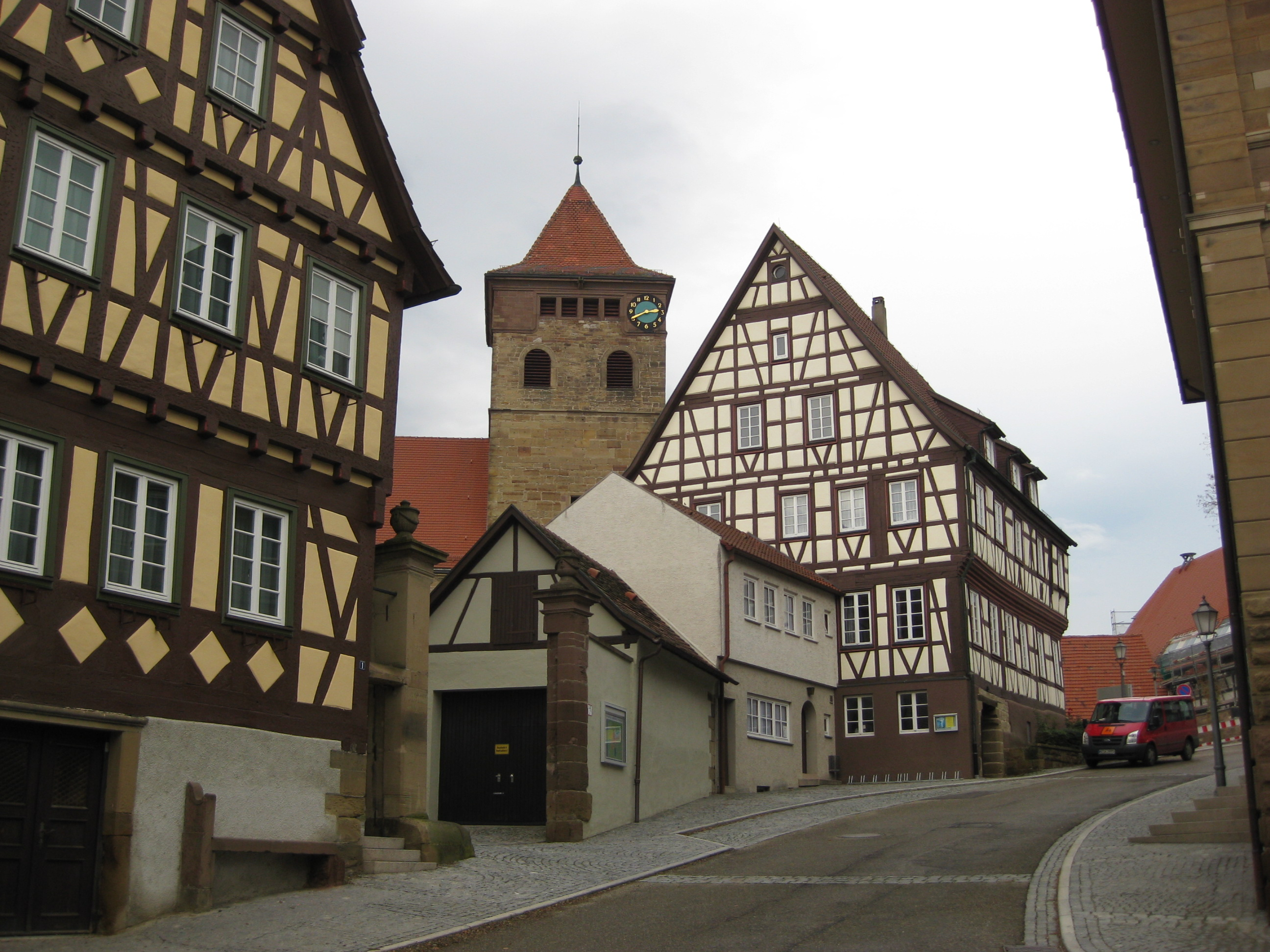
Blick auf die Michaelskirche

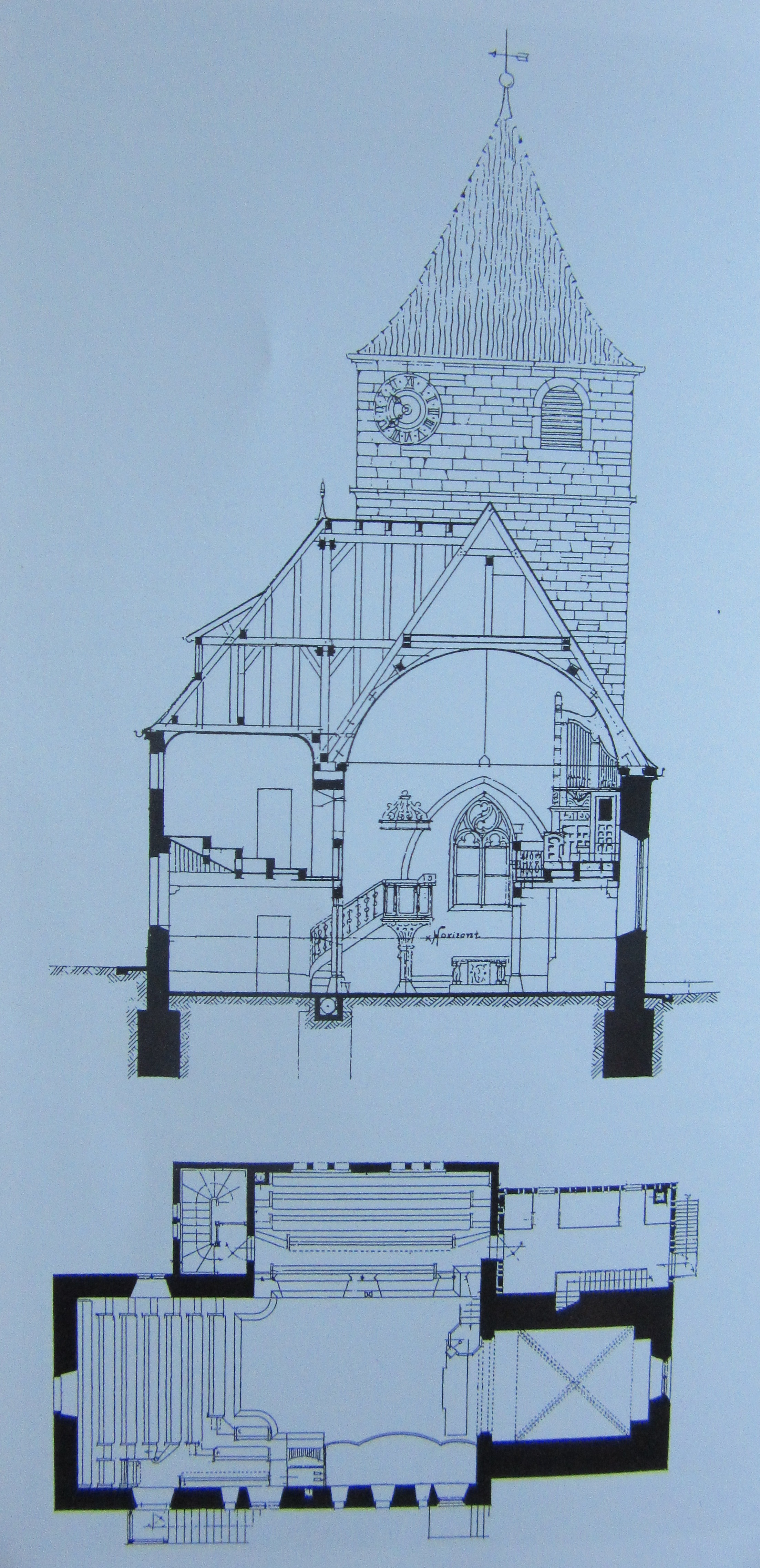
Grundriss der Michaelskirche

Die Michaelskirche ist eine evangelisch-lutherische Kirche in Ötisheim im Enzkreis, Baden-Württemberg. Sie ist eine gotische Kirche.

## Lage
Die Chorturmkirche befindet sich auf einem Bergsporn. Sie wurde erstmals 1356 urkundlich erwähnt, als der Bischof Gerhard von Speyer die Pfarrkirche mit dem Filialort Erlenbach, wo sich eine Jakobskapelle befand, an das Kloster Maulbronn eingliederte. Das älteste Mauerwerk, der untere Teil des Turmes, wird zwischen 1280 und 1300 datiert.
Im Turmchor der Kirche befinden sich ein Kreuzrippengewölbe und ein Wandgemälde.
Laut Konrad Dussel befanden sich vor der heutigen Michaelskirche vermutlich entweder eine kleine Kapelle oder ein Vorbau aus Holz. Dies schließt er zum einen daraus, dass Michaelskirchen eine vermittelnde Funktion zwischen Heiden und Christen hatten, da der heilige Michael Ähnlichkeiten mit den heidnischen Göttern aufwies und zum anderen, die Kirche auf einer dominierenden Lage steht.

## Architektur und Ausstattung

### Wehrkirche
Die Michaelskirche diente auch als Wehrkirche, da es immer wieder, insbesondere in der 2. Hälfte des 14. Jahrhunderts, Streitigkeiten zwischen Rittern, freien Städten und Fürsten gab oder Räuber die Dörfer überfielen. Vor allem mit den Herren von Enzberg hatte das Kloster Maulbronn immer wieder Auseinandersetzungen. Auch gab es Kritik, so beschwerte sich der Markgraf Bernhard I. von Baden darüber, dass die Kirchen in Ötisheim, Öschelbronn und Wiernsheim Burgen seien und nicht mehr Kirchhöfe.
Bei Gefahr wurde das Vieh auf dem anliegenden Friedhof getrieben und die Bevölkerung suchte Schutz im Turm. Bis auf die Futtermauern ist aber nichts mehr von der Befestigungsanlage zu erkennen, die Anfang des 15. Jahrhunderts vom Abt Albrecht IV. von Ötisheim in Auftrag gegeben wurde. 1460 erlitt die Kirche, durch einen Feldzug von Graf Ulrich V, große Schäden, welche man 1475 behob.

### Renovierungsarbeiten
Für die Aufrechterhaltung des Turmes war das Kloster Maulbronn verantwortlich. Die Reparaturen am Kirchenschiff und dem Gestühl wurden von Stiftungen finanziert. Für den Transport von Baumaterialien mussten die Einwohner Frondienst leisten und bei der Renovierung 1475 gewährte man den Männern und Frauen ein Ablass von 40 Tagen Höllenfeuer. 1603 veränderte man die Position des Altars. 1732 wurden der Altar vor dem Chorbogen, die Orgelempore, die Kanzel und die Decke verändert. 1775 baute man das Schiff abermals um. Die Wandmalerei in der Gewölbekappe wurde 1900 entdeckt und bei Umbauten, geleitet durch den Architekten Heinrich Dolmetsch durch eine nordseitige Erweiterung mit Empore und erneuter Turmerhöhung 1908 freigelegt und restauriert. Die letzte Renovierung fand 1987 statt.

### Innenausstattung

#### Wandmalerei und Epitaph
Vier Evangelistensymbole sind in der Gewölbekappe dargestellt. Eine Sakramentsnische, die von Engeln umgeben ist und die heiligen drei Könige werden an der Nordwand dargestellt. Oberhalb sind das Gastmahl des Herodes und die Enthauptung des Johannes der Täufer zu sehen. An der Südwand kämpft der Erzengel Michael mit dem Drachen und über dem Bild sieht man das Martyrium des heiligen Sebastian. Oberhalb des Ostfensters sind Engel und ein Veronikabild zu erkennen und in der Fensterlaibung ist Maria mit dem Kinde Jesus, als auch ein Zisterzienserabt mit Wappen, Stab und Buch. Es wird vermutet, dass es Bernhard von Clairvaux darstellen könnte. In der Laibung des Chorbogens sind die fünf klugen und die fünf törichten Jungfrauen.

Aus den Renovierungsarbeiten überlebte noch aus der Barockzeit ein Epitaph für vier Kinder, welche 1731 verstorben sind, dort steht:
(Liste der Namen der Kinder)

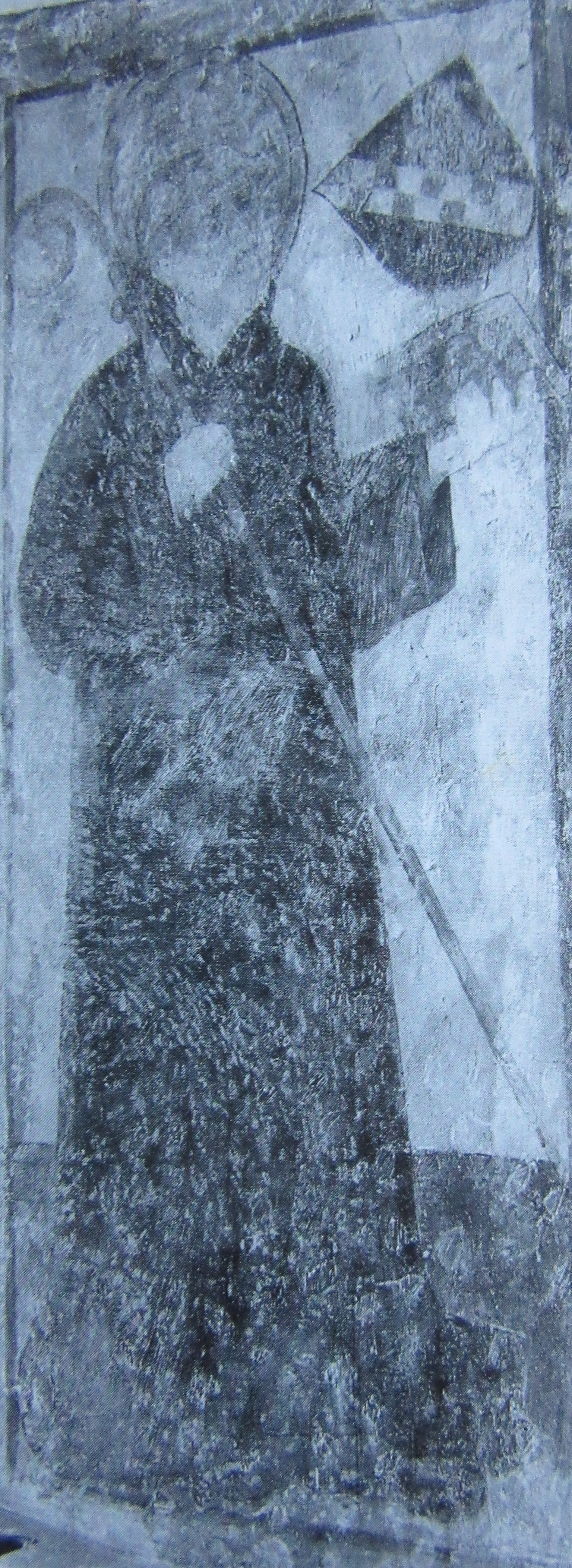
Wandgemälde im Chor, Hl. Bernhard von Clairvaux(?)
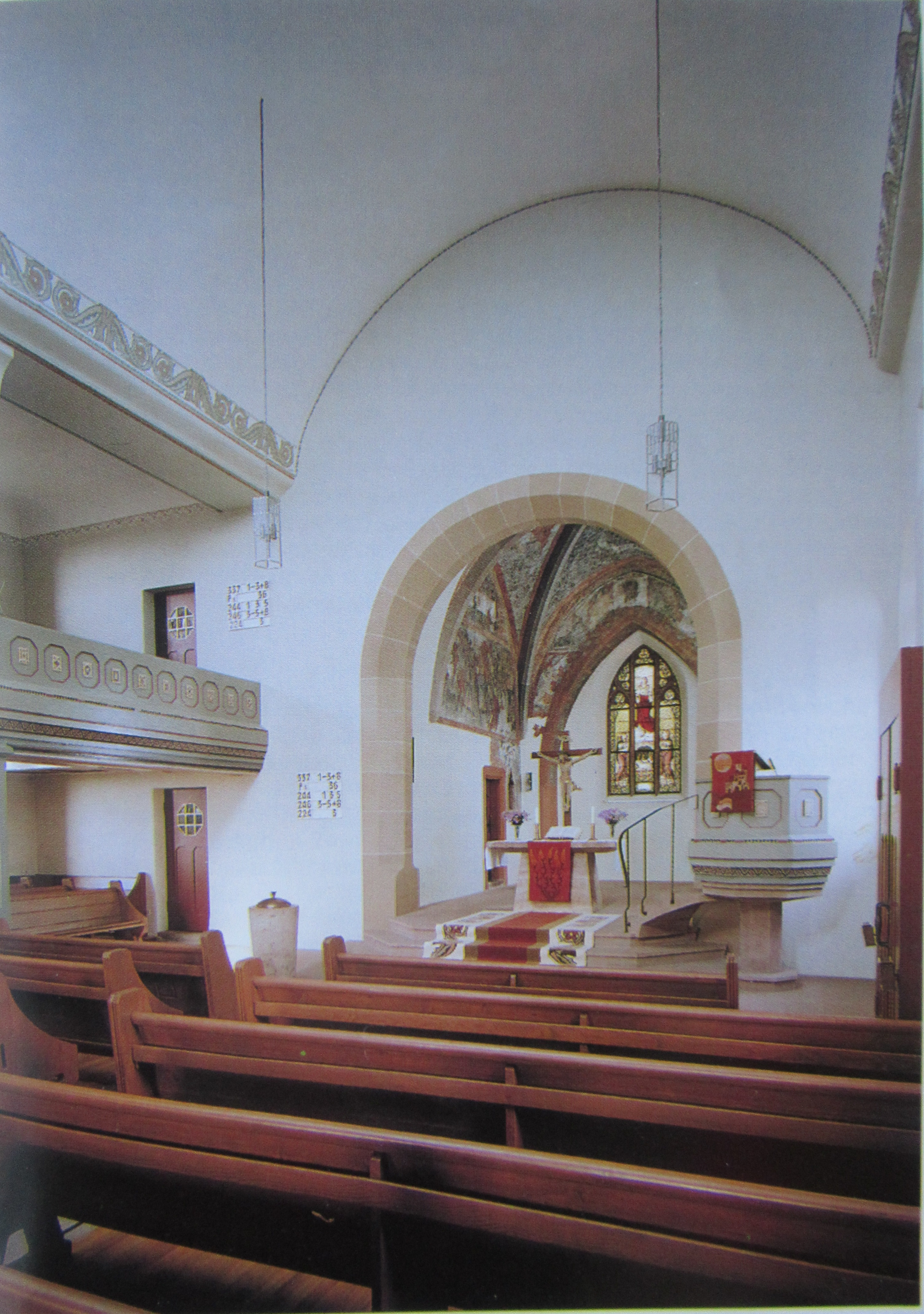
Blick auf den Altar
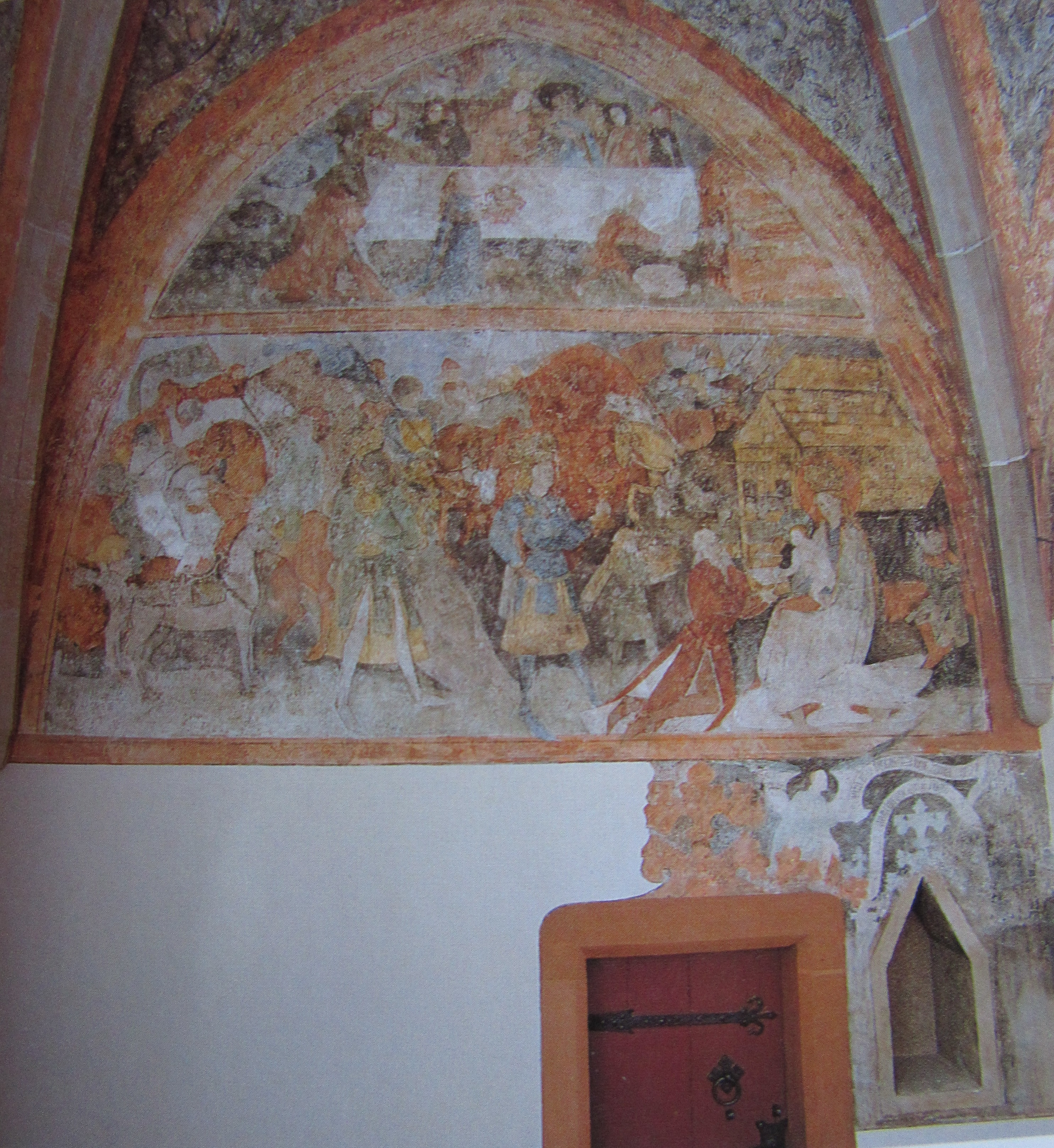
Wandgemälde an der Nordwand im Chor
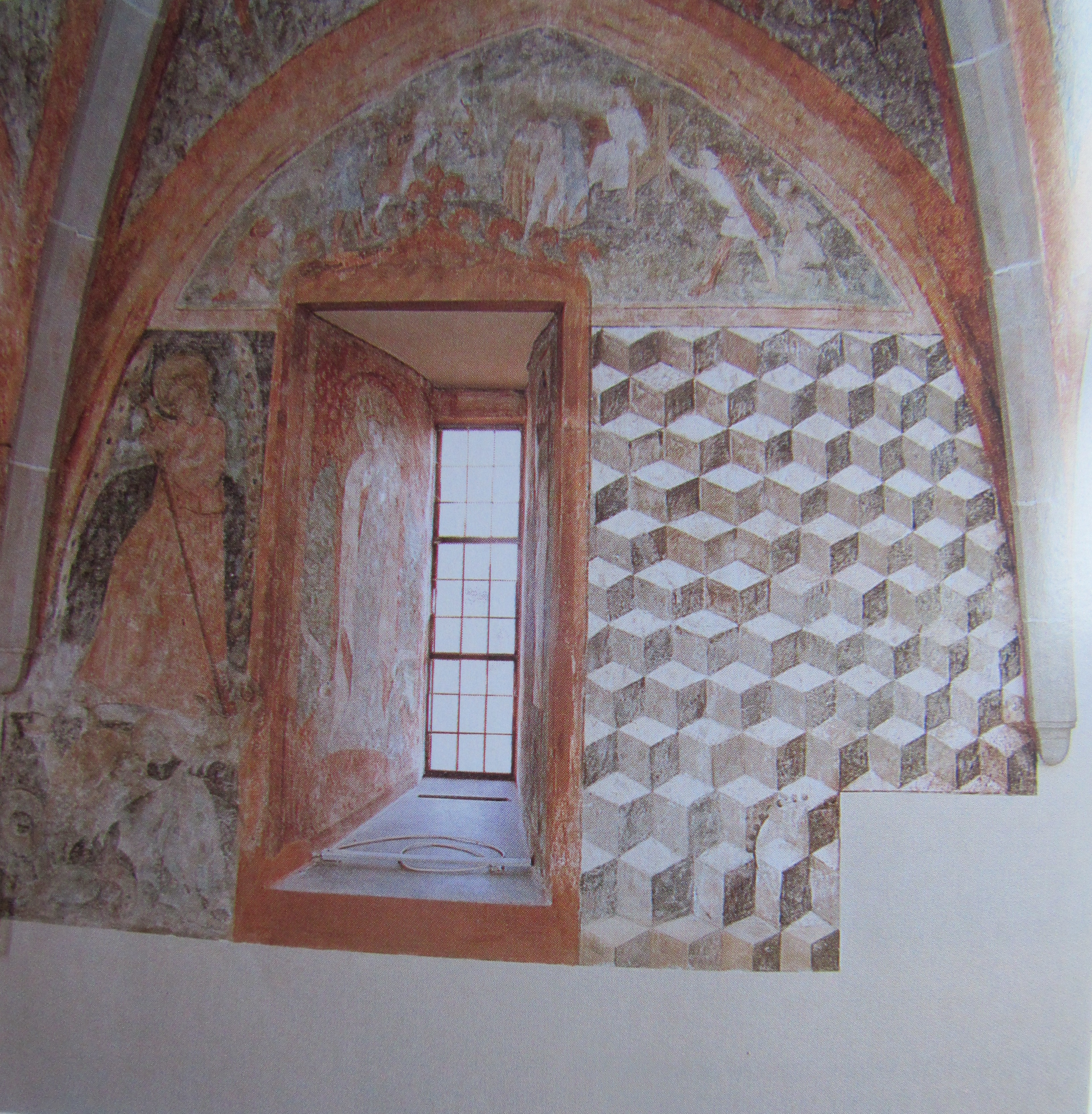
Wandgemälde an der Südwand im Chor
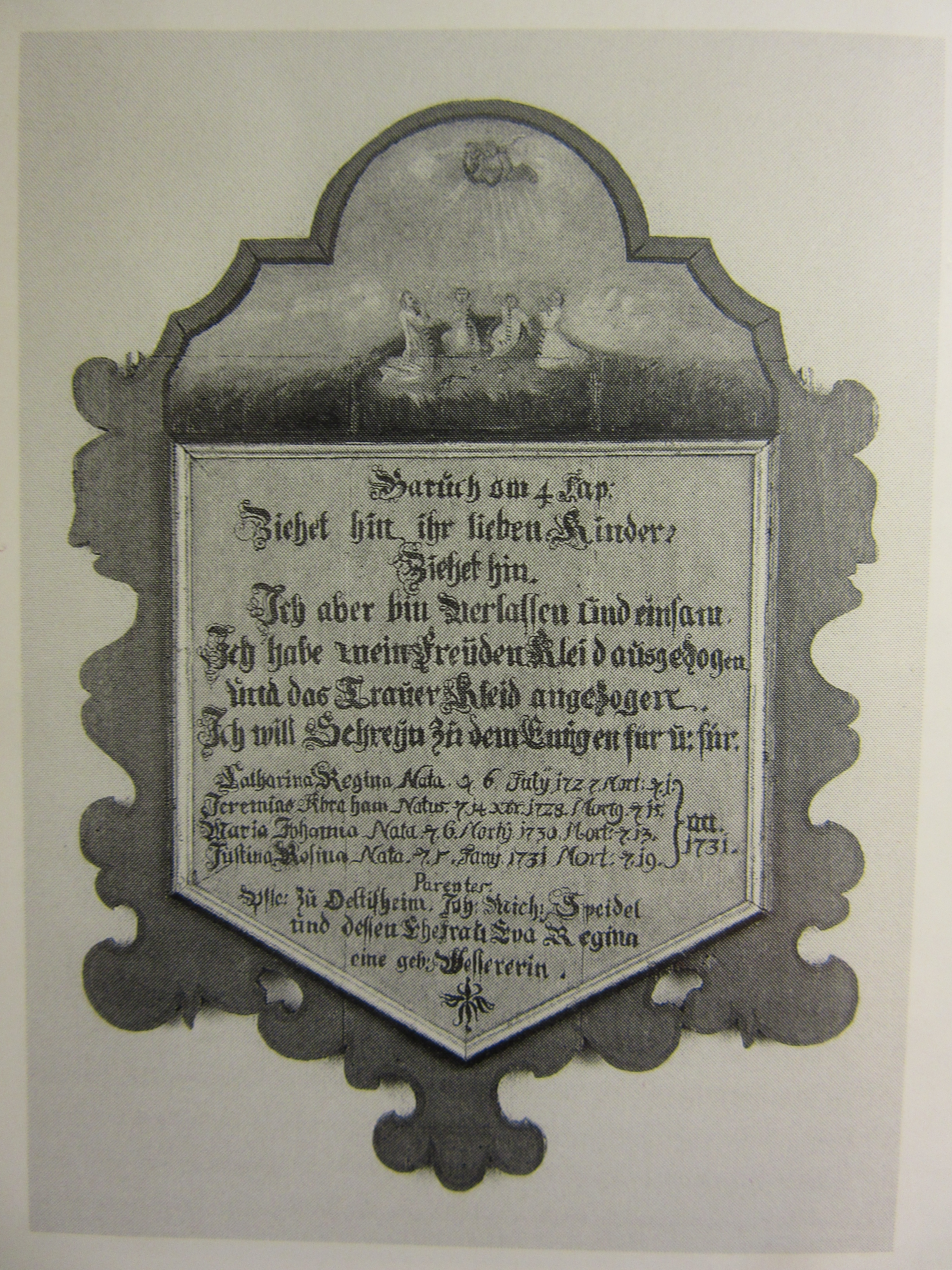
Epitaph aus der Barockzeit
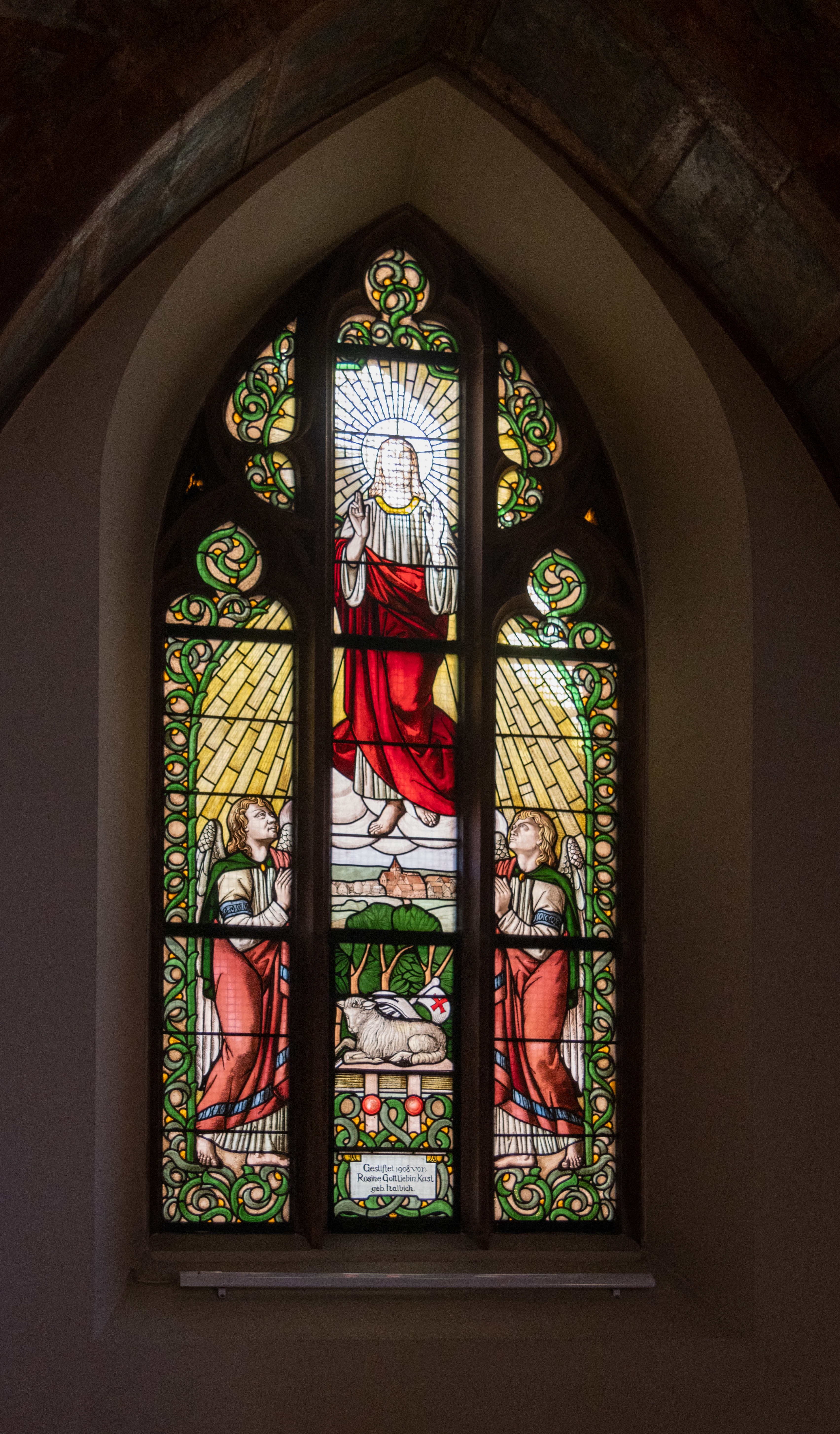
Chorfenster

#### Orgel und Glocken

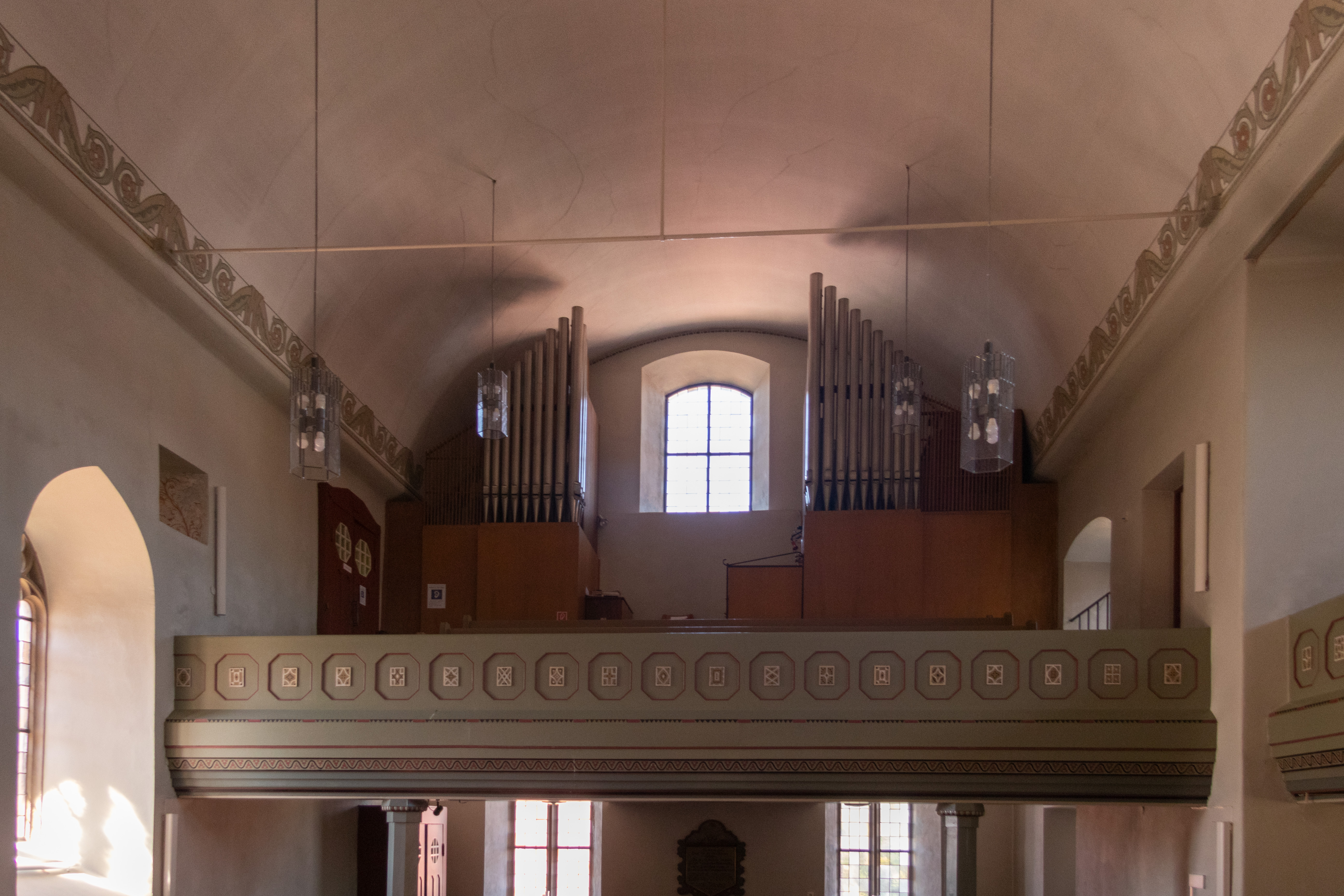
Orgel der Michaelskirche

Da der Standort der Orgel immer wieder neu bestimmt wurde, kaufte man immer eine neue Orgel ein. 1852 wurde die damalige Barockorgel durch eine einmanualige Orgel, von der Ludwigsburger Firma Walcker, ersetzt. 1908 kam eine zweimanualige Orgel, hergestellt von der Firma Weigle aus Echterdingen, und 1960 kaufte man wieder bei der Firma Walcker eine 40.000 Mark teure Orgel.
Bevor die Glocken, aufgrund des Ersten Weltkriegs, 1917 abgeliefert und eingeschmolzen wurden, gab es drei Glocken, die aus den Jahren 1832, 1736 und 1884 stammten und auf die Klänge as-c-es abgestimmt waren. Die kleinste der Glocken durfte die Gemeinde behalten. 1922 bekam die Gemeinde, aufgrund einer Spendenaktion die Pfarrer Stierle initiierte, eine neue Glocke von der Firma Heinrich Kurz aus Stuttgart. 1942 wurde sie aber, diesmal wegen des Zweiten Weltkriegs, abgeholt und eingeschmolzen. 1950 erwarb die Gemeinde bei der Firma Bachert aus Heilbronn 2 neue Glocken. Eine Kreuzglocke in h und eine 570 kg schwere Betglocke in gis hinzu. So hatte die Gemeinde wieder, mit der Taufglocke in es, drei Glocken. Bis 1957 musste man die Glocken durch einen Küster per Seil zum Schwingen bringen, bis dann eine mechanische Kirchturmuhr eingesetzt wurde, welche man aber regelmäßig aufziehen musste. Die Firma Heinrich Perrot, aus Calw, baute letztendlich 1967 ein elektrisches Uhrwerk ein.